# اچ‌ام‌سی‌اس نوتکا (آر۹۶)
اچ‌ام‌سی‌اس نوتکا (آر۹۶) (به انگلیسی: HMCS Nootka (R96)) یک کشتی بود که طول آن ۳۵۵ فوت ۶ اینچ (۱۰۸٫۳۶ متر) بود. این کشتی در سال ۱۹۴۴ ساخته شد.